# Ledeghem Military Cemetery
Ledeghem Military Cemetery is een Britse militaire begraafplaats met gesneuvelden uit de Eerste Wereldoorlog, gelegen in het Belgische dorp Ledegem. De begraafplaats ligt 540 m ten noorden van de dorpskerk. Ze heeft een langwerpig rechthoekig grondplan en is omgeven door een lage bakstenen muur. De begraafplaats werd ontworpen door William Cowlishaw en wordt onderhouden door de Commonwealth War Graves Commission. Het Cross of Sacrifice staat centraal tegen de oostelijke muur. Er worden 85 doden herdacht.

## Geschiedenis
Het dorp werd op 19 oktober 1914 door de 10th Hussars nagenoeg veroverd maar moesten zich nog dezelfde dag terugtrekken waarna het bijna vier jaar door de Duitse troepen werd bezet. Vanaf oktober 1914 tot september 1918 gebruikten de Duitse troepen de kerk, de school en het hospitaal als veldhospitaal en verbandpost. De Duitse en Commonwealth slachtoffers werden toen op drie begraafplaatsen in het dorp bijgezet.
De 9th (Scottish) Division veroverden het dorp op 1 oktober 1918 maar konden het ook niet bezet houden. Uiteindelijk werd het door de 29th Division op 14 oktober 1918 definitief heroverd. Zij begonnen in oktober 1918 met de aanleg van de Ledeghem New Cemetery, zoals deze begraafplaats aanvankelijk werd genoemd. In 1951 werden 14 Britten die in oktober 1914 en september/oktober 1918 sneuvelden en op het kerkhof begraven waren naar hier overgebracht. 
Er liggen nu 85 Britten (waaronder 17 die niet meer geïdentificeerd konden worden). Voor 2 doden werden Special Memorials opgericht omdat hun graven niet meer teruggevonden werden en men aanneemt dat ze onder de naamloze grafstenen liggen. Eén slachtoffer wordt eveneens met een Special Memorial herdacht omdat zijn graf op het kerkhof van Ledegem door artillerievuur werd vernietigd. 
Deze begraafplaats werd in 2009 als monument beschermd.

## Onderscheiden militairen
- Charles George Sneade, luitenant bij het Worcestershire Regiment werd onderscheiden met het Military Cross (MC).
- de sergeanten James K. Brown en L.H. Surman en de korporaals John Redican Finnie, James Gouldsbrough en L. Kerslake ontvingen de Military Medal (MM).